# برافين شوداري
برافين شوداري (بالإنجليزية: Praveen Chaudhari) (و. 1937 – 2010 م) هو فيزيائي من الولايات المتحدة الأمريكية . ولد في لوديانا . وكان عضواً في الأكاديمية الوطنية للعلوم، والأكاديمية الأمريكية للفنون والعلوم .
توفي عن عمر يناهز 73 عاماً.

## التعليم
تعلم في معهد ماساتشوست للتكنولوجيا